# Прекомерна дневна поспаност
Прекомерну дневну поспаност карактерише упорна поспаност и често општи недостатак енергије, чак и током дана након очигледно адекватног или чак продуженог ноћног сна. Може се сматрати стањем које обухвата неколико поремећаја спавања где је симптом појачана поспаност, или као симптом другог основног поремећаја попут нарколепсије, поремећаја сна у циркадијалном ритму, апнеје у спавању или идиопатске хиперсомније.
Неке особе са хиперсомнијама попут нарколепсије и идиопатске хиперсомније, приморане су да дремају током дана борећи се против снажних нагона за спавањем у неприкладно време, на пример током вожње, на послу, током оброка или у разговору. Како се присила на спавање појачава, способност извршавања задатака нагло се смањује, често опонашајући појаву опијености. Ово може утицати на способност функционисања у породичном, друштвеном, професионалном или другом окружењу. Правилна дијагноза основног узрока и на крају лечење симптома и/или основног узрока могу помоћи у ублажавању таквих компликација.

## Узроци
Прекомерна дневна поспаност може бити симптом бројних фактора и поремећаја. Специјалисти медицине спавања обучени су да их дијагностикују. Неки од њих су:
- недовољан квалитет или количина ноћног сна;
- неусклађеност циркадијалног пејсмејкера у телу са окружењем (нпр. џетлег, рад у сменама или други поремећаји сна у циркадијалном ритму);
- други основни поремећај спавања, попут нарколепсије, апнеје у сну,[2] идиопатске хиперсомније или синдрома немирних ногу ;
- поремећаји као што су клиничка депресија или атипична депресија;
- тумори, трауме главе, анемија, отказивање бубрега, хипотироидизам или повреда централног нервног система;
- наркоманија;
- генетска предиспозиција;
- недостатак витамина, као што је недостатак биотина ; и
- конзумација одређене класе лекова.

## Дијагноза
Одрасла особа која је приморана да више пута спава током дана може имати прекомерну дневну поспаност; међутим, важно је разликовати повремену дневну поспаност и прекомерну дневну поспаност, која је хронична.
Развијени су бројни алати за скрининг прекомерне дневне поспаности. Једна је Епвортова скала поспаности која оцењује резултате упитника од осам питања.
Још један алат је Тест вишеструке латенције спавања, који се користи од 1970 -их. Користи се за мерење времена које је потребно од почетка дневног сна до првих знакова сна, који се називају латенција сна.
Тест одржавања будности такође се користи за квантитативну процену дневне поспаности. Овај тест се изводи у дијагностичком центру за спавање. Тест је сличан претходном јер се такође ослања на мерење почетне латенције спавања. Међутим, током овог теста, пацијент се упућује да покуша да остане будан под успављујућим условима одређено време.
Употреба електроенцефалографије од суштинског је значаја за објективну дијагнозу.

## Лечење
Лечење се састоји од идентификације и лечења основног поремећаја који може излечити особу од прекомерне дневне поспаности. Лекови попут модафинила, армодафинила, ксирема (натријум оксибата) оралног раствора, одобрени су за лечење симптома. Са друге стране, ређе се користе лекови као што су метилфенидат (Риталин), декстроамфетамин (Декседрин), амфетамин (Аддералл), лисдексамфетамин (Вивансе), метамфетамин (Десокин) и пемолин (Цилерт), јер ови психостимуланси могу имати неколико нежељених ефеката  и могу довести до зависности, посебно када се злоупотребљавају.